# ويليام لورد رايت
ويليام لورد رايت (بالإنجليزية: William Lord Wright)‏ هو كاتب سيناريو ومنتج أفلام أمريكي، ولد في 14 نوفمبر 1879 في بيل فونتين في الولايات المتحدة، وتوفي في 21 أبريل 1947 في هوليوود في الولايات المتحدة.

## وصلات خارجية
- ويليام لورد رايت على موقع IMDb (الإنجليزية)